# Thoralf Heimdal
Thoralf Heimdal (ur. 17 października 1969) – norweski biegacz narciarski, zawodnik klubu Dolaski.
W Pucharze Świata zadebiutował 8 marca 2000 roku w Holmenkollen, gdzie był dziewiąty w sprincie techniką klasyczną. Tym samym już w swoim debiucie zdobył pierwsze pucharowe punkty. Na podium zawodów tego cyklu stanął raz: blisko rok później w tej samej miejscowości był drugi w sprincie klasykiem. W zawodach tych rozdzielił dwóch rodaków: Thomasa Alsgaarda i Jana Jacoba Verdeniusa. Najlepsze wyniki osiągnął w sezonie 2000/2001, kiedy w klasyfikacji generalnej zajął 54. miejsce, a w klasyfikacji sprintu uplasował się na 35. pozycji.
Nigdy nie wystąpił na mistrzostwach świata ani w igrzyskach olimpijskich.

## Osiągnięcia

### Puchar Świata

#### Miejsca w klasyfikacji generalnej
- sezon 1999/2000: 75.
- sezon 2000/2001: 54.
- sezon 2001/2002: 59.

#### Miejsca na podium
| Nr | Dzień   | Rok  | Miejscowość  | Konkurencja              | Czas biegu | Strata | Pozycja | Zwycięzca       |
| -- | ------- | ---- | ------------ | ------------------------ | ---------- | ------ | ------- | --------------- |
| 1. | 7 marca | 2001 | Holmenkollen | Sprint stylem klasycznym | ?          | ?      | 2.      | Thomas Alsgaard |